# Barta'a
Barta'a (àrab: برطعة, Barṭaʿa; hebreu: בַּרְטַּעָה‎) és una vila palestina de la governació de Jenin a Cisjordània, i alhora una vila d'Israel, que es troba a ambdues bandes de la Línia verda i a la regió del Wadi Ara (o Nahal 'Iron). Barta'a occidental és al districte de Haifa a Israel, i forma part del consell local de Basma. Els seus 4.700 residents són àrabs d'Israel.
Barta'a oriental es troba als Territoris Palestins, a la governació de Jenin dins Cisjordània i que fou designada pels acords d'Oslo com a Àrea C. Té 3.600 residents, dels quals el 30-40 % tenen document d'identitat israelià i la resta documents d'identitat palestins.

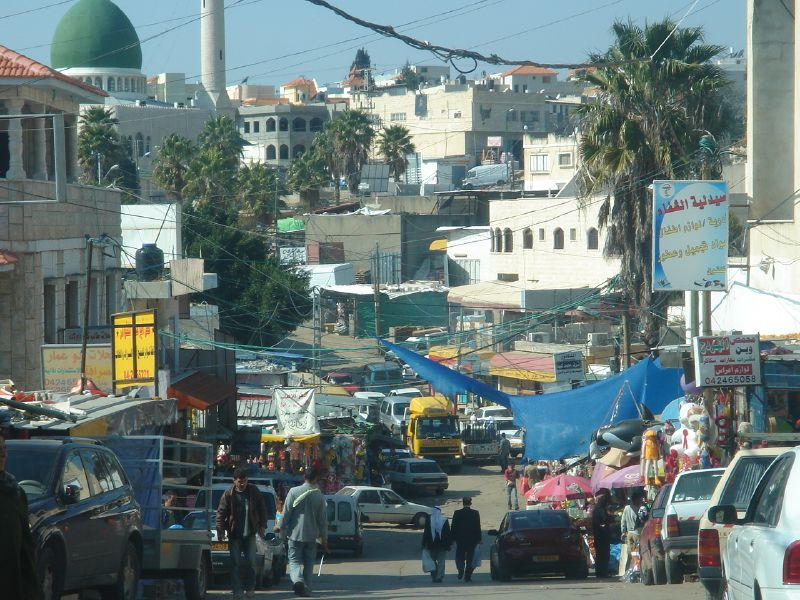
Carrer de Barta'a.

## Història
En 1882, durant el govern otomà, la Survey of Western Palestine del Fons per a l'Exploració de Palestina la va descriure com a «un poble àrab en ruïnes en un turó alt, amb un ressort a la vall cap al nord uns 400 peus per sota». La vila de Barta'a fou establerta a mitjans del segle xix per membres de la tribu Kabha. Segons les tradicions orals, la tribu es va moure a mitjansdel segle xviii de Beit Jibrin a Yabed. A mitjans del segle xix, alguns dels Kabhaites deixaren Ya'bad a la recerca d'una àrea per establir-se i van comprar la terra de Barta'a, on van trobar una terra aigua i pastures. Amb el temps, Barta'a es va desenvolupar i hi van construir pobles al voltant, també pertanyent als fills de Kahba: Umm al-Qutuf, 'Ein al-Sahala, Wadi Ara i Tura al-Arabiya.
En el cens de Palestina de 1922, organitzat per les autoritats del Mandat Britànic de Palestina, Barta'a tenia 468 habitants, tots musulmans, incrementats en el cens de 1931 a 692, encara tots musulmans, en 94 llars.
En 1945 Barta'a (inclosa Khirbat Tura el Gharbiya) tenia 1.000 musulmans amb 20.499 dúnams de terra, segons una enquesta oficial de terra i població. 464 dúnams eren usats per plantacions i terra de rec, 1.957 dúnams per a cereals, mentre que 1.900 dúnams eren terra no cultivable.

## Separació, reunificació i separació
Després de la guerra araboisraeliana de 1948, el poble de Barta'a va ser dividir per l'armistici de 1949 en les parts oriental i occidental. La part occidental va caure sota control d'Israel, mentre que la part oriental va caure sota control jordà. De 1949 a 1967, els viatges entre les dues meitats era pràcticament impossible. En els acords d'armistici al final de la guerra d'independència, el poble es va dividir en dos, sobre la base del curs del Wadi al-Umiya, que creua el poble i constitueix una frontera natural convenient. La seva part nord-occidental va ser transferida a Israel amb al voltant d'un terç de la població (500 persones), mentre que la part sud-oriental, que es troba al cim del turó, es va incorporar al Regne de Jordània amb prop de 1.000 habitants. La distància entre les cases de Barta'a a Israel i les cases de Barta'a a Jordània era d'unes desenes de metres i en alguns llocs només uns pocs metres. En els primers anys després de la guerra de la independència, els vilatans es van moure gairebé lliurement entre les dues parts del poble. Els residents de Barta'a solien anar a la mesquita a la secció de Jordània, i el Mukhtar era a càrrec de les dues parts del poble. Com a resultat, el poble era un lloc convenient per a reunions entre els àrabs israelians i els seus parents que vivien al Regne de Jordània. Al maig de 1955, les autoritats jordanes van evacuar als refugiats que es van establir a l'est de Barta'a, per tal de dificultar el contraban a Israel. Al març de 1956 es va produir un incident fronterer greu en el qual un policia israelià i quatre àrabs jordans van ser assassinats.
Després de la Guerra dels Sis Dies de 1967, Israel va prendre el control de la Cisjordània i les dues parts de la vila van ser reunits de manera informal, operant com una unitat municipal. Atès que molts dels residents a les dues parts de la ciutat pertanyen a la mateixa família estesa (la família Kabha), la "reunificació" de facto va ser vista positivament per residents de la ciutat. Els residents de Barta'a oriental van començar a treballar a Israel i l'agricultura es va convertir en una font d'ingressos secundària. Gràcies a la proximitat a Israel, el nivell de vida a Barta'a oriental va augmentar més ràpidament que a la resta de Cisjordània. El 1978 Barta'a oriental estava connectada a l'electricitat amb generadors i el 1984 va ser connectada a la xarxa elèctrica israeliana. Els estudiants de Barta'a feien els estudis secundaris a Ya'abed i Jenin, En 1995 es va iniciar un pla general per a Barta'a oriental, destinat a satisfer les seves necessitats d'expansió fins 2015.
Després de la Segona Intifada, el poble de Barta'a es va convertir en un important centre comercial per als residents de Wadi Ara i per una gran part dels habitants de Galilea per comprar productes barats als preus de l'Autoritat Nacional Palestina després de l'entrada d'israelians a Cisjordània. Molts empresaris de Cisjordània traslladaren els seus negocis a Barta'a oriental com a part de l'Autoritat Palestina, però tenien accés i proximitat al mercat de destinació dels béns a la zona de Wadi Ara. Amb la construcció del mur de separació, Barta'a oriental va ser inclosa en un enclavament situat al costat israelià del mur, i la tendència dels israelians a viatnar a Barta'a per comprar barat va augmentar. Moltes de les cases al poble es van convertir en botigues i magatzems de mercaderies, i molts dels vilatans es van enriquir. No obstant això, també hi va haver acusacions de danys als residents de la localitat que es van veure obligats a traslladar-se a les ciutats de Yabed i Jenin a través d'un lloc de control de les FDI.
El desenvolupament de Barta'a en un important centre comercial va donar lloc que molts treballadors cisjordans s'establissin a la vila amb regularitat. Això va portar a la tensió social entre els treballadors i els residents forasters, que van veure els treballadors com una amenaça per al seu manteniment. A més, l'estada perllongada dels treballadors, la majoria dels quals són joves que no tenen família, ha estat durant molt de temps considerada per molts com una amenaça als costums conservadores dels residents. En absència de centres recreatius i de benestar al poble, els treballadors tendeixen a passar el seu temps lliure als carrers de la vila i al costat de les zones residencials dels residents locals. La proximitat entre les parts de Barta'a va ser aprofitada per les organitzacions terroristes per entrar clandestinament a l'estat d'Israel. Per exemple, l'atacant suïcida que porta a terme l'atac al restaurant Maxim va creuar la línia verda a Barta'a.

## L'enclavament de Barta'a
El Mur de Cisjordània passa a l'est de Barta'a, separant la vila de la resta de Cisjordània. La part de la vila que es troba fora del territori israelià (Barta'a Oriental) és en el que es coneix com a Zona de Separació, una àrea entre la Línia Verda i el mur. Altres viles i pobles de l'enclavament són Umm ar-Rihan, Khirbet 'Abdallah al-Yunis, Khirbet Ash-Sheikh Sa'eed, Khirbet al-Muntar al-Gharbiya, Khirbet al-Muntar ash-Sharqiyya, i Dhaher al-Malik. No hi ha punts de control a l'oest en la frontera amb Israel, però els residents permanents de l'enclavament de Barta'a que no tenen la ciutadania israeliana s'enfronten a multes si deixen l'enclavament per endinsar-se a Israel.
L'accés des de l'enclavament Barta'a a Cisjordània es fa a través de dues portes d'entrada i sortida: Barta'a i Shaked. La gent que vol entrar a l'enclavament també ha de sol·licitar un permís.
El mercat a l'enclavament de Barta'a s'ha convertit en un punt d'accés per a clients d'Israel. Com que els residents no viuen sota el sistema social israelià, els productes són més barats que a Israel. L'àrea és accessible per a palestins i israelians i, per tant, s'ha convertit en una mena de zona de lliure comerç.